# عصب میان‌بندی
عصب میان‌بندی  یا عصب فرنیک (Phrenic nerve) که از اعصاب گردنی سوم، چهارم، پنجم (عمدتاً چهارم) منشأ می‌گیرد و به دیافراگم (میان‌بند) عصب‌دهی می‌کند.

## کالبدشناسی
این عصب از داخل یا از روی ماهیچه‌های نردبانی پیشین  (عضله اسکالن  قدامی) می‌گذردو سپس وارد حفره سینه‌گاه (توراکس) می‌شود، در میان‌سینه (مدیاستانوم) میانی عبور می‌کند تا به دیافراگم برسد. این عصب حاوی رشته‌های حرکتی، حسی و سمپاتیک است. در میان‌سینه میانی این عصب جنب ریوی  (پلورمدیاستینال) و آب‌شامه  (پریکارد) را عصب دهی می‌کند.

## عصب‌دهی دیافراگم
تنها عصب حرکتی دیافراگم، عصب فرنیک (C3,c4,c5) است. عصب حسی دیافراگم در نواحی مرکزی از فرنیک (دیافراگمی) جدا می‌شود و در نواحی محیطی ار اعصاب بین دنده‌ای‌های ششم تا یازدهم منشأ می‌گیرند. این عصب به دلیل اینکه موجب انقباض دیافراگم می‌شود در تنفس نقش مهمی دارد. تحریک این عصب موجب سکسکه و قطع آن موجب ایست تنفسی می‌شود.